# ليون جاوورسكي
ليون جاوورسكي (بالإنجليزية: Leon Jaworski) (و. 1905 – 1982 م) هو قانوني من الولايات المتحدة الأمريكية . ولد في واكو، تكساس .
وهو عضو في الحزب الديمقراطي الأمريكي .
توفي في ويمبيرلي .

## التعليم
تعلم في جامعة جورج واشنطن.

## روابط خارجية
- ليون جاوورسكي على موقع الموسوعة البريطانية (الإنجليزية)
- ليون جاوورسكي على موقع مونزينجر (الألمانية)
- ليون جاوورسكي على موقع إن إن دي بي (الإنجليزية)